# Rachel Grimes
Rachel Grimes (* 1970 Louisville) je americká klavíristka, hudební skladatelka a aranžérka. Jako klavíristka koncertovala v mnoha zemích světa. Její skladby uvedly přední soubory a orchestry jako například: A Far Cry, Longleash, Amsterdam Sinfonietta Trio, Dublin Guitar Quartet, Portland Cello Project, Cicada, Orchestra Kandinskij, Borusan Quartet, Önder sisters, Kansas City Symphony, Knoxville Symphony Orchestra, the Louisville Orchestra. Žije v Kentucky.

## Nahrávky
Na objednávku bostonského komorního orchestru A Far Cry vznikl cyklus písní The Blue Hour. Texty americké básnířky Carolyn Forché zhodebnila pětice skladatelek Rachel Grimes, Angélica Negrón, Shara Nova, Caroline Shaw a Sarah Kirkland Snider. Cyklus vyšel v roce 2022 na stejnojmenném albu.